# Florence Dupont
Florence Dupont (* 1943) ist eine französische Latinistin und Gräzistin, Autorin zahlreicher Werke zum Theater und zur Literatur der Antike.

## Biographie
Nach dem Studium an der École normale supérieure veröffentlichte Florence Dupont, Tochter von Pierre Grimal, 1976 ihre Dissertation zum Thema "Bankett in der Literatur der Antike", die bei Maspero 1977 unter dem Titel Le plaisir et la loi : du "Banquet" de Platon au "Satiricon" erschien.
1982 folgte ihre thèse de doctorat d'État zu Mythos und zur Mythologie in den Tragödien des Seneca.
Ihr Buch Homère et Dallas, in dem sie die Popularität des Dichters Homer mit dem der Fernsehserie Dallas verglich, trug ihr Kritik von Alain Finkielkraut ein.

## Schriften
- Adieux à Marguerite Yourcenar: Nouvelles occidentales. Éditions des femmes, Paris 1978, ISBN 2-7210-0138-8
- Le Plaisir et la Loi : du Banquet de Platon au Satiricon. François Maspéro, 1977; La Découverte, 2002.
- L'acteur-roi. Le théâtre dans la Rome antique, Les Belles Lettres. 1986; neu herausgegeben bei Les Belles Lettres, Paris 2003, ISBN 2-251-33811-X
- L'affaire Milon : meurtre sur la voie appienne. Denoël, 1987.
- Le Théâtre latin. Armand Colin, Paris, 1988
- La Vie quotidienne du citoyen romain sous la République. Hachette, Paris 1989 (La vie quotidienne), ISBN 2-01-012010-8
- Homère et Dallas : Introduction à une critique anthropologique. Hachette, Paris 1991; Kimé, Paris 2005, ISBN 2-84174-360-8
- Les monstres de Sénèque. Belin, Paris 1995
- L’Invention de la littérature. de l’ivresse grecque au texte latin. La Découverte, Paris 1998, ISBN 2-7071-2859-7
  - englisch: The invention of literature: from Greek intoxication to the Latin book. übersetzt von Janet Lloyd, Johns Hopkins University Press, Baltimore u. a. 1999, ISBN 0-8018-5864-X
- Médée de Sénèque, ou comment sortir de l’humanité. Belin, Paris 2000
- L'Orateur sans visage: essai sur l'acteur romain et son masque. Presses universitaires de France, Paris 2000
- avec Thierry Eloi, L’Érotisme masculin dans la Rome antique. Belin, Paris 2001
- L'Insignifiance tragique. Le Promeneur, 2001. Rezension von Georges Forestier
- Aristote ou le vampire du théâtre occidental. Aubier, 2007
  - Übers. Kerstin Beyerlein: Aristoteles oder der Vampir des westlichen Theaters. Alexanderverlag, Berlin 2018
- Rome, la ville sans origine. Le Promeneur, Paris 2011, ISBN 978-2-07-012939-3

Herausgeberschaft
- zusammen mit avec Emmanuelle Valette-Cagnac: Façons de parler grec à Rome. Belin, Paris 2005, ISBN 2-7011-4071-4

Übersetzungen lateinischer Texte
- Le bréviaire des hommes politiques. Jules Mazarin zugeschrieben, Café/Clima, 1984 (épuisé)
- Les tragédies de Sénèque. Übersetzung mit einer Einführung bei den éditions de l'Imprimerie Nationale, coll. Le spectateur français, 2 Bde. 1991, 1992
- Plaute, la Marmite, Pseudolus. Actes-Sud, 2002. Qui sous bien des regards est plus une adaptation contemporaine qu'une traduction.

Online-Artikel
- La matrone, la louve et le soldat : pourquoi des prostitué(e)s « ingénues » à Rome ?. In: Clio, numéro 17/2003, ProstituéEs
- Rome, ton univers impitoyable.... In: Le Monde diplomatique, April 2007
- Cicéron, sophiste romain. In: Langage Volume 16 Nr. 65, 1982 S. 23–46

Online-Vorlesung
- Rome, si proche et si lointaine (Vorlesung auf der Website der Vidéothèque de l'enseignement supérieur.)